# Segunda Regional de Asturias
A Segunda Regional de Asturias constitui à sétima divisão da Liga Espanhola de Futebol na comunidade autónoma da Astúrias. A liga consiste em três grupos com um total de 16 a 20 equipes. Ao final da temporada subirão diretamente à Primeira Regional de Asturias o primeiro classificado de cada grupo. O segundo classificado de cada grupo enfrentará em duas partidas o terceiro classificado do outro grupo, e as duas equipes que ganharem esta eliminatória jogarão entre si por uma terceira vaga de ascenso a Primeira Regional de Asturias.

## Equipas participantes 2015/2016

### Grupo 1 (16 equipes)
- Glamour Team
- S.D. Atlético La Camocha
- C.D. Treviense
- U.D. Castros
- Puerto Vega C.F.
- Unión Astur C.F.
- Barcia C.F.
- Navia C.F.
- C.D. Marino de Cudillero
- Asunción C.F.
- F.C. La Calzada
- C.D. Aboño
- C.D. Tineo "B"
- C.D. Midas
- Codema C.F.
- Rayo Gijonés

### Grupo 2 (17 equipes)
- Avilés Stadium C.F.
- G.D. Bosco
- U.D. San Claudio "B"
- S.D.C.R. La Corredoria
- Centro Asturiano de Oviedo
- Rayo Las Caldas C.F.
- Minas Oviedo F.C.
- C.D. La Manjoya
- Rosal C.F.
- C.D. Oviedo06
- Stiaua d'Asturies
- Celtic de Puerto F.C.
- Grisú C.F.
- Pumarín C.F. "B"
- C.F. Versalles
- A.D. San Juan La Carisa
- S.D. Rayo Villalegre

### Grupo 3 (17 equipes)
- Club Arenas del Sella
- C.D. Riosa
- C.D. Ujo
- Quintueles C.F.
- C.D. Langreo Eulalia
- Club Europa de Nava
- C.D. Lealtad "B"
- C.N. Riaño C.F.
- U.D. Siero
- C.D. San Jorge
- Cánicas Athletic Club
- Urraca C.F. "B"
- Iberia C.F.
- U.D. Sariego C.F.
- Berrón C.F. "B"
- Aller Deportivo
- U.D. El Corbero